# Lāčplēsis

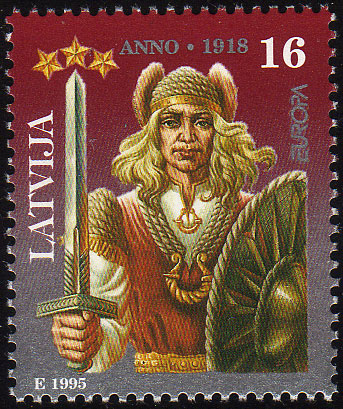
Lāčplēsis en un segell de correus de 1993.

Lāčplēsis és un poema èpic escrit pel poeta letó Andrejs Pumpurs entre 1872 i 1887 basat en llegendes i mites locals. Ambientat en el segle xii durant la Croada Livoniana i el procés de cristianització del país, es tracta del poema èpic nacional de Letònia.
El poema narra la vida de l'heroi Lāčplēsis, escollit pels déus per a guiar el seu poble. El seu nom significa "l'estripador d'ossos", ja que, de jove, quan era el fill adoptiu del senyor de Lielvārde, va matar un os arrancant-li les mandíbules amb les mans nues. Es personifica en el poble letó disposat a lluitar contra els seus opressors.

## Sinopsi

### Cant I
El consell dels Déus - El destí Lāčplēsis és revelat

### Cant II
El primer acte heroic de Lāčplēsis - Lāčplēsis marxa cap al castell Burtnieki - Reunió amb Spīdala - En fossat del Diable - Al palau de Staburadze - Retorn i reunió amb Koknesis

### Cant III
La conspiració de Kangars i Spīdala - La guerra amb els estonians - El castell enfonsat - La Creació - Els letons enganyats pels cristians

### Cant IV
Kaupa a Roma - Koknesis i Laimdota a Alemanya - Lacplesis al mar del nord - El retorn de Lāčplēsis

### Cant V
A l'illa embruixada - Reunió amb Spīdala - Tornada a casa - Lāčplēsis, Laimdota i Koknesis es reuneixen

### Cant VI
Festival d'Estiu - La batalla comença - El casament de Lāčplēsis - La mort de Lāčplēsis

## Dia de Lāčplēsis
L'11 de novembre se celebra a Letònia el Dia de Lāčplēsis (Lāčplēša Diena en letó) en commemoració de la victòria sobre l'exèrcit occidental de voluntaris russos el 1919, durant la Guerra de la Independència de Letònia.